# Union for International Cancer Control
Union for International Cancer Control (UICC) (pol. Międzynarodowa Unia do Walki z Rakiem; fr. Union Internationale Contre le Cancer; łac. Unio Internationalis Contra Cancrum) – międzynarodowa organizacja pozarządowa zrzeszająca ponad 1150 organizacji ze 172 państw świata, której misją jest wspieranie działań związanych z profilaktyką, leczeniem i badaniem nowotworów złośliwych. Założona w 1933 roku stanowi najstarszą i obecnie największą ogólnoświatową organizację przeznaczoną do walki z nowotworami złośliwymi. UICC opracowała i regularnie aktualizuje system klasyfikacji nowotworów TNM. 